# Hospodářské právo
Hospodářské právo je ve státech s tržní ekonomikou označením pro soubor právních norem, které regulují hospodářské vztahy, ať již jsou povahy soukromoprávní (např. obchodní právo) nebo veřejnoprávní (např. ochrana průmyslového vlastnictví, antimonopolní předpisy). Některými právními teoretiky jsou za hospodářské právo pokládány jen normy veřejnoprávní, a hospodářské právo tak představuje odnož práva správního.

## Hospodářské právo v totalitních systémech s centrálně řízenou ekonomikou
Hospodářské právo bylo chápáno ve státech s centrálně řízenou ekonomikou (včetně Československa do roku 1989) chápáno poněkud odlišně, neboť bylo jen rázu veřejnoprávního a zcela nahradilo dřívější obchodní právo. Veškerá ekonomická aktivita byla v rukou státu a jemu podřízených organizací; horizontální vztahy mezi organizacemi měly charakter kooperační, nikoli konkurenční.
Normy hospodářského práva byly v socialistickém Československu kodifikovány v hospodářském zákoníku (zákon č. 109/1964 Sb.), který byl zrušen k roku 1992.
Stopy socialistického pojetí hospodářského práva se v právních předpisech a úrovní praxi objevují dodnes a negativně ovlivňují právní kulturu v ČR, neboť jsou doktrinálně neslučitelné s moderním hospodářským právem.[zdroj?]